# Stiphropus affinis
Stiphropus affinis es una especie de araña del género Stiphropus, familia Thomisidae.

## Distribución
Se distribuye por Sudáfrica.

## Taxonomía
Fue descrita por Lessert en 1923.
Tratamiento taxonómico
La especie aparece registrada y publicada en Araignées du sud de l’Afrique. Revue Suisse de Zoologie 30: 161–212.